# Ле (Мозель)
Ле (фр. Ley) — коммуна на северо-востоке Франции, регион Гранд-Эст (бывший Эльзас — Шампань — Арденны — Лотарингия), департамент Мозель. Относится к кантону Вик-сюр-Сей.	

## Географическое положение
Ле расположен в 60 км к юго-востоку от Меца. Соседние коммуны: Доннле на северо-востоке, Оммере на юго-востоке, Монкур на юго-западе, Безанж-ла-Петит на западе, Лезе на северо-западе.
Коммуна расположена на юге департамента Мозель в естественно-историческом регионе Сольнуа и входит в Региональный природный парк Лотарингии.

## История
- Впервые упоминается в 1118 году.
- Деревня принадлежала епископату Меца, входила в бальяж Вик.

## Демография
По переписи 2008 года в коммуне проживало 111 человек.

## Достопримечательности
- Церковь Сен-Мартен 1840 года.